# 座頭市あばれ凧
『座頭市あばれ凧』（ざとういちあばれだこ）は、1964年の日本映画。勝新太郎の代表作、座頭市シリーズの第7作。

## あらすじ
甲州の宿場外れで、功名心に燃えた旅のヤクザ清六から鉄砲で射たれた座頭市は、彼を救い治療費までおいて行った名も知らぬ恩人を追って、鰍沢へと旅発った。鰍沢は富士川を挟んで、津向の文吉と竹居の安五郎が対立していた。
文吉は、今年も河原で花火をあげて近在の人々を喜ばせようと、江戸の花火師久兵衛を招き、姉娘お国を迎えにやったが、市を救ったのはこのお国であった。鰍沢についてこれを知った市は、お国に厚く礼を言い、自分はしがない按摩として文吉の家に厄介になる。吃安と仇名される安五郎は、妹お仙が代官の妾という立場を利用して、文吉の縄張りを狙い、ことある毎に文吉に因縁をつけていた。だが、柔和な文吉は取り合わず、血気にはやる乾分をなだめていた。
そんなところに清六が文吉の家に帰って来る。清六は文吉の息子で、親姉妹に迷惑をかけて出奔していたのだった。清六は市をみてびっくりする。彼は渡世人の中で名高い座頭市を討って、男をあげようとしたのだ。だが、盲目の市は清六と会っても己を射った人間だとは知る由もなかった。この清六が、吃安の罠にかかって捕えられる。縄張りをよこすか、清六の命かという掛け合いに、市は密かに吃安宅に侵入し、無事清六を救出する。
吃安は、風のごとく清六を擢っていった按摩が、兇状持で有名な座頭市と知って、代官所に座頭市召捕りの願いを出す。それを知った文吉は、市の身辺を慮って事情を明かさず早立ちさせる。邪魔者の市が去ったとみるや、吃安一家は、用心棒の天玄を先頭に、文吉宅に殴り込みをかける。不意討ちをうけた清六、文吉は手も無く倒される。だが、戦勝に酔う吃安宅に疾風のごとく現われたのは、怒りに身を奮わせた座頭市の姿であった。

## スタッフ
- 企画：久保寺生郎
- 原作：子母沢寛
- 脚本：犬塚稔
- 監督：池広一夫
- 撮影：竹村康和
- 録音：大角正夫
- 音楽：池野成
- 照明：加藤博也
- 美術：西岡善信
- 色彩技術：野本一雄
- 編集：谷口孝司
- スチール：藤岡輝夫
- 製作主任：小沢宏

## 出演
- 座頭市：勝新太郎
- お国：久保菜穂子
- お志津：渚まゆみ
- 津向の文吉：香川良介
- 花火師久兵衛：左卜全
- 竹屋の安五郎（吃安）：遠藤辰雄
- お仙：毛利郁子
- 柴山天玄：五味竜太郎
- 清六：江田島隆

## 併映作品
- 『忍びの者 霧隠才蔵』